# Honda HR-V
La Honda HR-V è un SUV di piccole dimensioni prodotto dalla casa automobilistica giapponese Honda. 
L'abbreviazione HR-V assume il significato di Hybrid Recreation Vehicle per il mercato europeo e di High Rider Vehicle per il Giappone.
Dal novembre 2013 il nome HR-V vede la seconda generazione del modello, un crossover SUV dal design più tradizionale.
Nel 2021 viene lanciata sul mercato la terza generazione, con una motorizzazione full hybrid.

## Prima generazione (1998-2005)

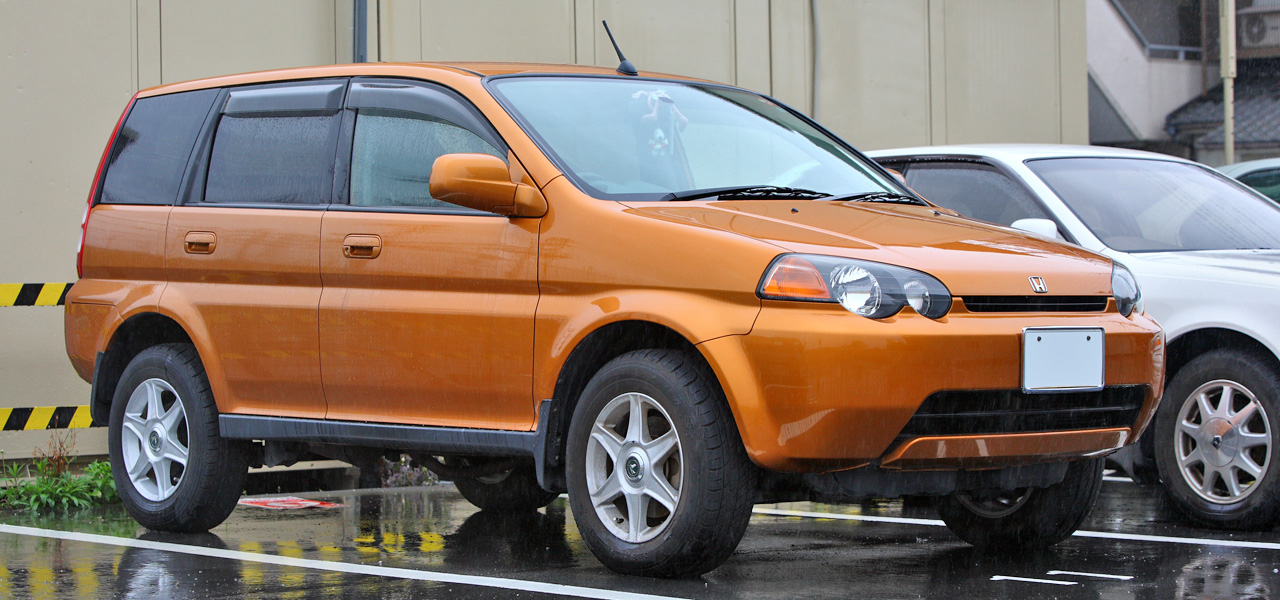
Versione 5 porte pre-restyling

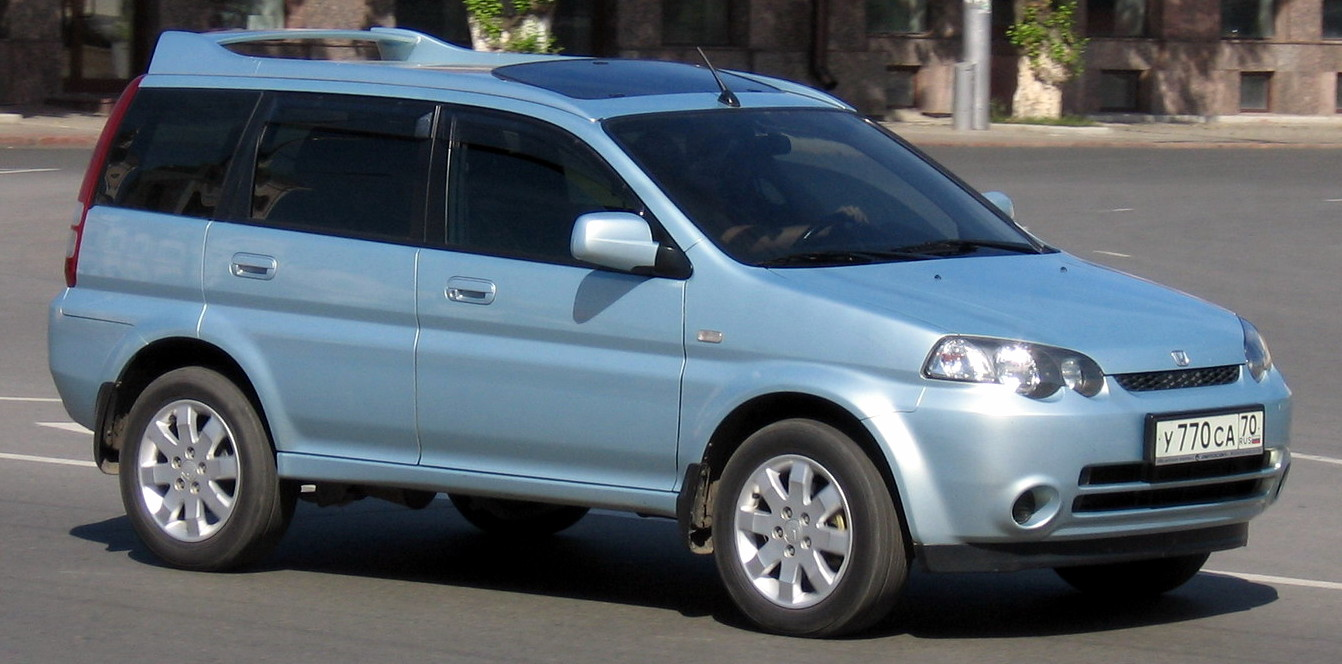
Versione 5 porte restyling

Anticipata dalla concept car Honda J-WJ esposta al salone di Tokyo del 1997, la Honda HR-V debutta in anteprima mondiale al salone dell’automobile di Ginevra nel marzo del 1998 e viene posta in vendita in Giappone nel settembre dello stesso anno prodotta nello stabilimento di Suzuka. La vettura è stata definita a livello globale una Joy Machine, una definizione che indica una vettura polivalente dedicata a una clientela giovane. Le dimensioni sono contenute, con la versione a tre porte lunga appena 4 metri e la cinque porte con una lunghezza superiore di 10 cm.
Il design è originale, improntato a una linea snella, che riduce la pesantezza di un profilo tuttavia squadrato. In particolare, la fanaleria e lo spoiler posteriore che integra il lungo terzo stop a LED sono i particolari che contraddistinguono l'intera vettura.
All'inizio veniva offerta unicamente in versione a 3 porte, mentre a partire dal 2000 è stata commercializzata una nuova versione a 5 porte.
Nel 2001 la HR-V ha subito un lieve facelift con alcuni ritocchi che hanno agito sui paraurti e sui fari, mentre la terza luce di stop cambia e diventa a un'unica lampadina, sostituendo quella "lunga". I cerchi e i copricerchi hanno un nuovo disegno. Il nero ha preso il posto del blu per il colore degli interni.

### Motori e trasmissioni
La HR-V è stata commercializzata all'interno del mercato europeo con due motorizzazioni benzina entrambi di 1,6 litri la cui maggior differenza risiede nell'adozione o meno della fasatura variabile Honda chiamata VTEC.
L'Honda HR-V è stata offerta con un cambio manuale a 5 marce e un cambio a variazione continua dato in opzione.
Il telaio di tipo monoscocca in acciaio è una evoluzione della stessa piattaforma utilizzata dalla Honda Logo ma allungato nel passo e nelle carreggiate con avantreno a sospensioni indipendenti di tipo MacPherson e retrotreno ad assale rigido con ponte De Dion.
La trazione è sia anteriore, sia integrale. La trazione integrale, denominata Honda Real Time 4WD è del tipo semipermanente: in condizioni di ottimale aderenza sono le sole ruote anteriori a spingere la macchina, mentre in caso di scarsa aderenza, un meccanismo idraulico attiva le ruote posteriori e trasforma la trazione in integrale.
| Modello  | Motore      | Cilindrata | Potenza                        | Coppia                             | Rapporto di compressione | 0–100 km/h, s | Velocità max (Km/h) | Consumo medio (Km/l) |
| -------- | ----------- | ---------- | ------------------------------ | ---------------------------------- | ------------------------ | ------------- | ------------------- | -------------------- |
| 1.6      | D16W1 D16W2 | 1.590 cm³  | 77 kW (105 CV) @6.200 giri/min | 138 N·m (14,1 kgm) @3.400 giri/min | 9,2:1                    | n.d.          | n.d.                | n.d.                 |
| 1.6 VTEC | D16W5       | 1.590 cm³  | 92 kW (125 CV) @6.700 giri/min | 142 N·m (14,5 kgm) @4.900 giri/min | 9,6:1                    | n.d.          | n.d.                | n.d.                 |

## Seconda generazione (2013-2021)

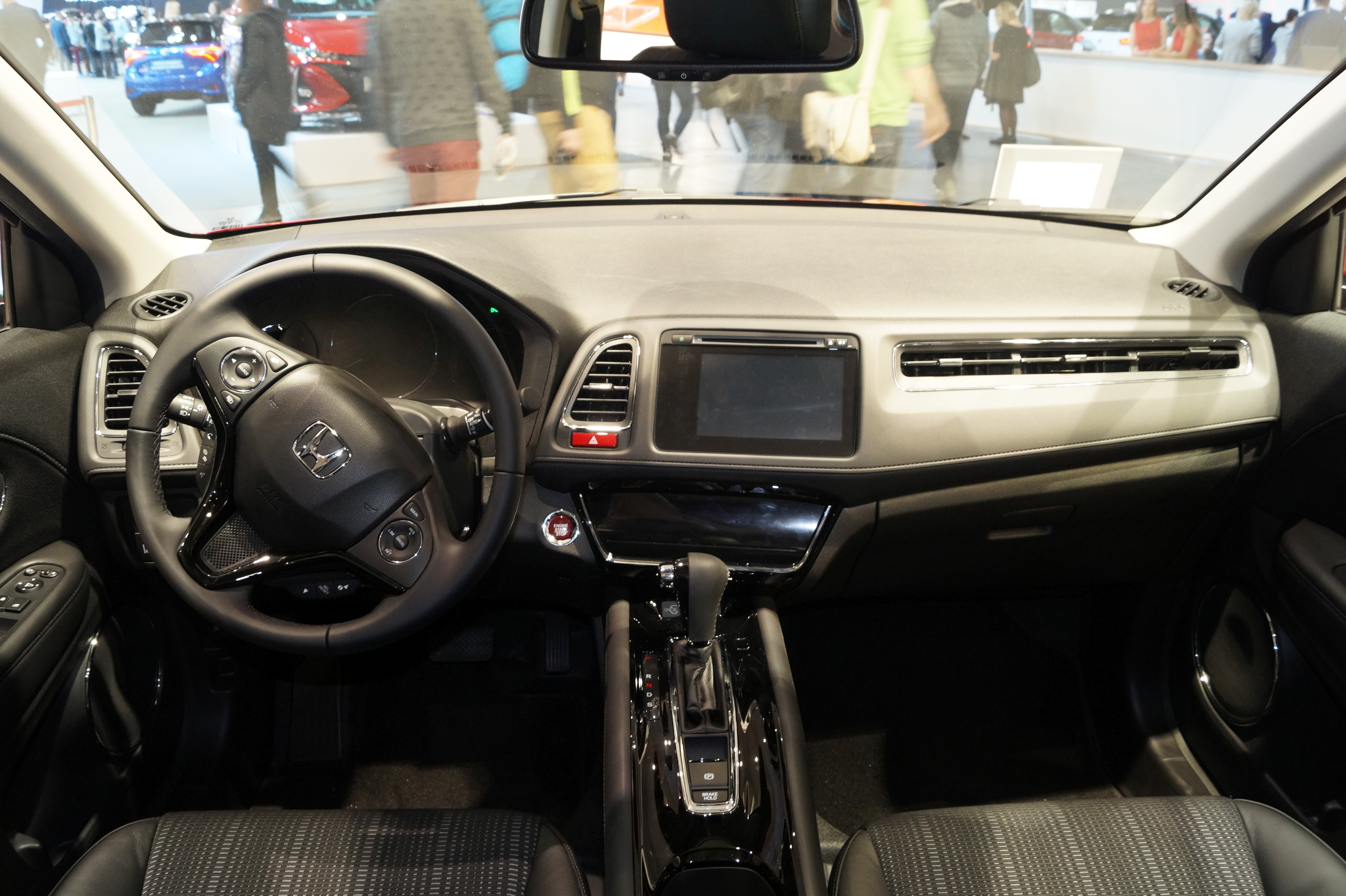
Interni

La seconda generazione di HR-V è stata presentata in anteprima sotto forma di prototipo semi-definitivo come Honda Urban SUV Concept al North American International Auto Show 2013 mentre il modello di produzione viene svelato nel novembre 2013 al Motor Show di Tokyo 2013 ed entra in produzione per il mercato giapponese nel dicembre dello stesso anno ribattezzata Honda Vezel. La denominazione HR-V verrà invece utilizzata a livello globale per mantenere una continuità con il modello originale del 1998 che ottenne un buon successo soprattutto in Europa e in Nord America. 
Basata sulla piattaforma allungata della Honda Jazz la nuova HR-V è il modello di ingresso alla gamma di SUV del marchio Honda e possiede un design filante stile crossover coupé con tetto discendente e le maniglie posteriori nascoste nei montanti C.
Il modello europeo viene presentato al salone di Parigi 2014 sotto forma di concept, nonostante fosse già in vendita in Giappone; per il modello europeo infatti bisognerà aspettare al primo trimestre 2015 dopo che verrà esposta al salone di Ginevra, in quanto presenta differenze sia a livello di meccanica che interne nel livello di rifinitura.
Durante l’anteprima europea la casa svela i piani del modello che sarà costruito in numerose fabbriche nel mondo e diventerà di importanza globale per la casa.

### Modello giapponese
In Giappone viene venduta come Honda Vezel dal 20 dicembre 2013 disponibile con due propulsori: una tradizionale versione a benzina e una ibrida con motore benzina ed elettrico ibrido. 
La Vezel a benzina è alimentata dal motore 1.5 DOHC I-VTEC aspirato con quattro cilindri in linea a iniezione diretta accoppiato a una trasmissione a variazione continua CVT ed è disponibile nelle versioni a trazione anteriore e integrale. La versione ibrida è dotata del sistema Honda Hybrid i-DCD che combina il motore a benzina 1.5 I-VTEC a iniezione diretta da 97 kW (133 CV) e 156 Nm di coppia massima con un motore elettrico da 22 kW (30 CV) e 160 Nm di coppia massima con trazione integrale Real Time 4WD e cambio automatico a doppia frizione a sette rapporti. Il consumo medio di carburante della versione ibrida è di 27,0 km7l (omologazione del ciclo giapponese JC08) mentre la versione 1.5 a benzina dichiara un consumo medio pari a 20,6 km/l (ciclo JC08).
Il modello ha subito un leggero restyling il 25 gennaio 2018 e presenta una calandra cromata rivista con nuovi fari a LED simili a quelli della Honda Civic.

### Modello europeo
In Europa la HR-V è disponibile dal marzo del 2015 mentre le vendite in Italia sono partite dal settembre dello stesso anno. I modelli europei sono fabbricati in Giappone e sono disponibili in due motorizzazioni: il benzina 1.5 I-VTEC quattro cilindri aspirato da 130 cavalli a trazione anteriore con cambio manuale a 5 rapporti o CVT e il diesel 1.6 I-DTEC da 120 cavalli a trazione anteriore e cambio manuale a 6 rapporti.
A seconda degli allestimenti la HR-V europea può disporre anche del pacchetto di sistemi di sicurezza che comprende allarme di collisione frontale (FCW), frenata automatica d’emergenza, il riconoscimento della segnaletica stradale (TSR), limitatore di velocità (ISA), il controllo del cambio di corsia (LDW) e la gestione automatica dei fari abbaglianti (HSS).
Nel 2019 viene presentato il restyling anche per il modello europeo in cui viene arricchita la dotazione di sicurezza di tutte le versioni e introduce le stesse modifiche estetiche che erano state adottate già dalla versione giapponese; modificata calandra e paraurti anteriori e posteriori, nuovi fanali full LED e rifiniture interne di maggiore qualità con nuovo sistema di infotainment Honda Connect da 7 pollici touchscreen che ora dispone di Android Auto e Apple CarPlay. Sul modello europeo la gamma motori viene aggiornata alle nuove norme Euro 6D-Temp e debutta anche l’inedita variante Sport con il motore 1.5 quattro cilindri turbo I-VTEC a iniezione diretta che eroga 182 cavalli e 240 Nm di coppia massima con cambio manuale a 6 rapporti o 220 Nm con il cambio CVT. La trazione è anteriore per tutti i modelli. Solo sul modello Sport presenta anche migliore al telaio con il sistema “Performance Damper” che include sospensioni anteriori e posteriori più rigide e sterzo più diretto.

### Modello americano
La Honda HR-V di seconda generazione ha debuttato al Los Angeles Auto Show 2014 ed è stata introdotta negli Stati Uniti nel 2015 come Model Year 2016. Il modello americano viene prodotto nello stabilimento di Celaya, in Messico, insieme alla piccola Honda Jazz. È alimentato da un motore a benzina 1.8 SOHC i-VTEC quattro cilindri abbinato a una trasmissione CVT oppure a una trasmissione manuale a 6 velocità. La trazione è anteriore oppure integrale (solo con cambio CVT). 
Nel 2019 Honda ha annunciato il restyling per l'HR-V americana caratterizzata ora da una nuova calandra anteriore cromata simile a quella della Honda Civic e di un nuovo design dei fari con un singolo proiettore con fari full LED, nuovo design per i paraurti e Entertainment aggiornato con compatibilità Apple CarPlay e Android Auto. Optional il pacchetto di sistemi di assistenza alla guida Honda Sensing.

## Terza generazione (dal 2021)

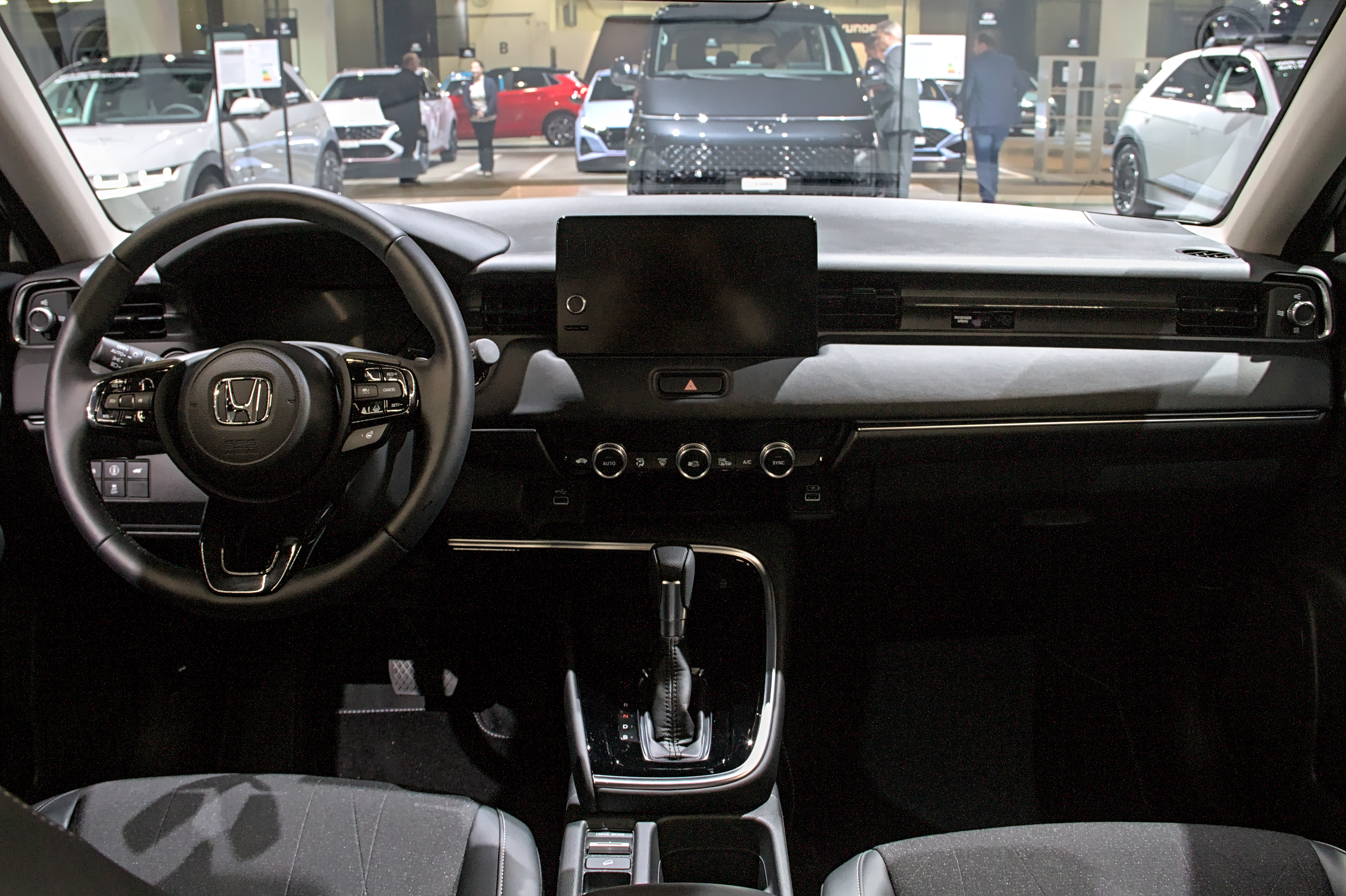
Interni

Il Vezel di seconda generazione, o HR-V di terza generazione, è stato presentato in Giappone il 18 febbraio 2021. Le vendite sono iniziate in Giappone il 22 aprile 2021, con l'HR-V e:HEV con specifiche europee che è stato presentato nello stesso giorno.
Il modello Vezel e:HEV per il mercato giapponese riceve un motore a benzina da 78 kW (106 CV) accoppiato a un motore elettrico per una potenza combinata di 96 kW (131 CV) da 4000 a 8000 giri/min. La Vezel G di base riceve solo un motore a benzina da 1,5 litri, che produce 87 kW (118 CV) a 6600 giri/min.
Rispetto al modello globale, questa volta Honda ha deciso che differenzierà il modello destinato al mercato automobilistico nordamericano, seguendo la policy già assunta in passato per i diversi modelli di Honda Civic commercializzati oltreoceano. Sul mercato europeo il modello è commercializzato unicamente in versione full hybrid e:Hev.